# Robert Van den Heuvel
Robert Henri Joseph Van den Heuvel (Antwerpen, 14 juni 1926 - Hove, 20 april 2004) was een Belgisch bestuurder.

## Biografie
Robert Van den Heuvel studeerde rechten en economie aan de Katholieke Universiteit Leuven. Hij was kabinetsmedewerker van minister van Sociale Zaken Léon Servais.
In 1954 trad hij in dienst van de Landsbond der Christelijke Mutualiteiten. In 1964 werd hij er secretaris-generaal en in 1976 volgde hij Louis Van Helshoecht als voorzitter op. In 1991 volgde Jean Hallet hem op. Hij was tevens voorzitter van de Association internationale des mutualités en voorzitter van het beheerscomité van de Rijksinstituut voor Ziekte- en Invaliditeitsverzekering.
Van den Heuvel was ook lid van de raad van bestuur van de Universitaire Instelling Antwerpen, bestuurder van de International Federation of Voluntary Health Service Funds, voorzitter van de Antwerpse Seniorenacademie en ondervoorzitter van het Belgisch Werk tegen Kanker.